# Killerby (Yorkshire du Nord)
Killerby est une paroisse civile du Yorkshire du Nord, en Angleterre.